# 사메그렐로제모스바네티주
사메그렐로제모스바네티주(조지아어: სამეგრელო-ზემო სვანეთი)는 조지아 서부에 위치한 주로, 주도는 주그디디이며 면적은 7,441km2, 인구는 330,761명(2014년 기준)이다.

## 같이 보기
- 조지아의 행정 구역